# ريتشارد باكر
ريتشارد باكر (بالإنجليزية: R. Scott Bakker)  (و. 1967  م) هو كاتب، وروائي كندي.
.

## التعليم
تعلم في جامعة ويسترن أونتاريو، وجامعة فاندربيلت.